# Cajal (cráter)

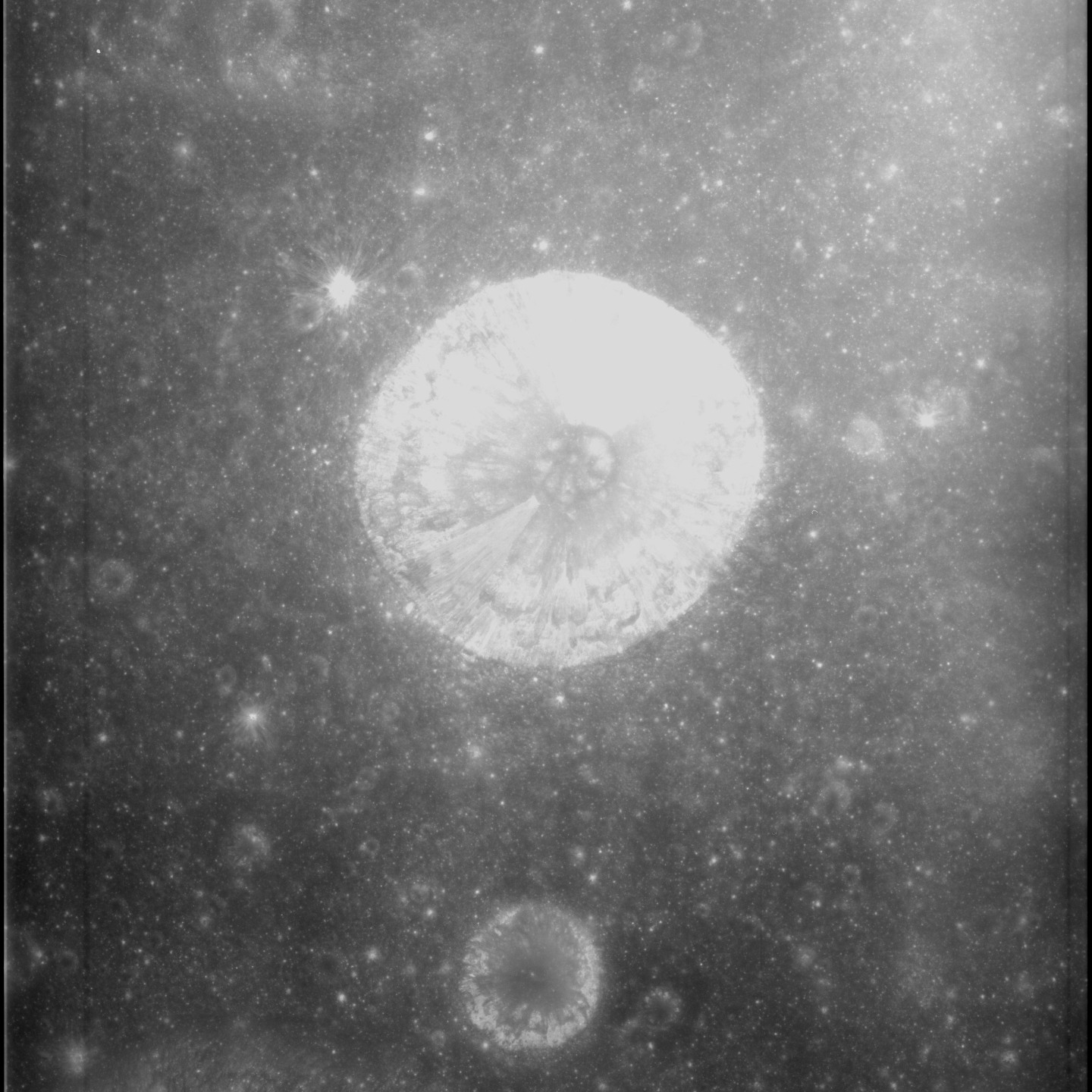
Imagen panorámica desde el Apolo 15

Cajal es un pequeño cráter lunar de impacto, de 9 km de diámetro, que se encuentra en la parte norte del Mare Tranquilitatis. Relativamente aislado, se localiza a medio camino entre Sinas (al sur) y  Vitruvius (al norte).

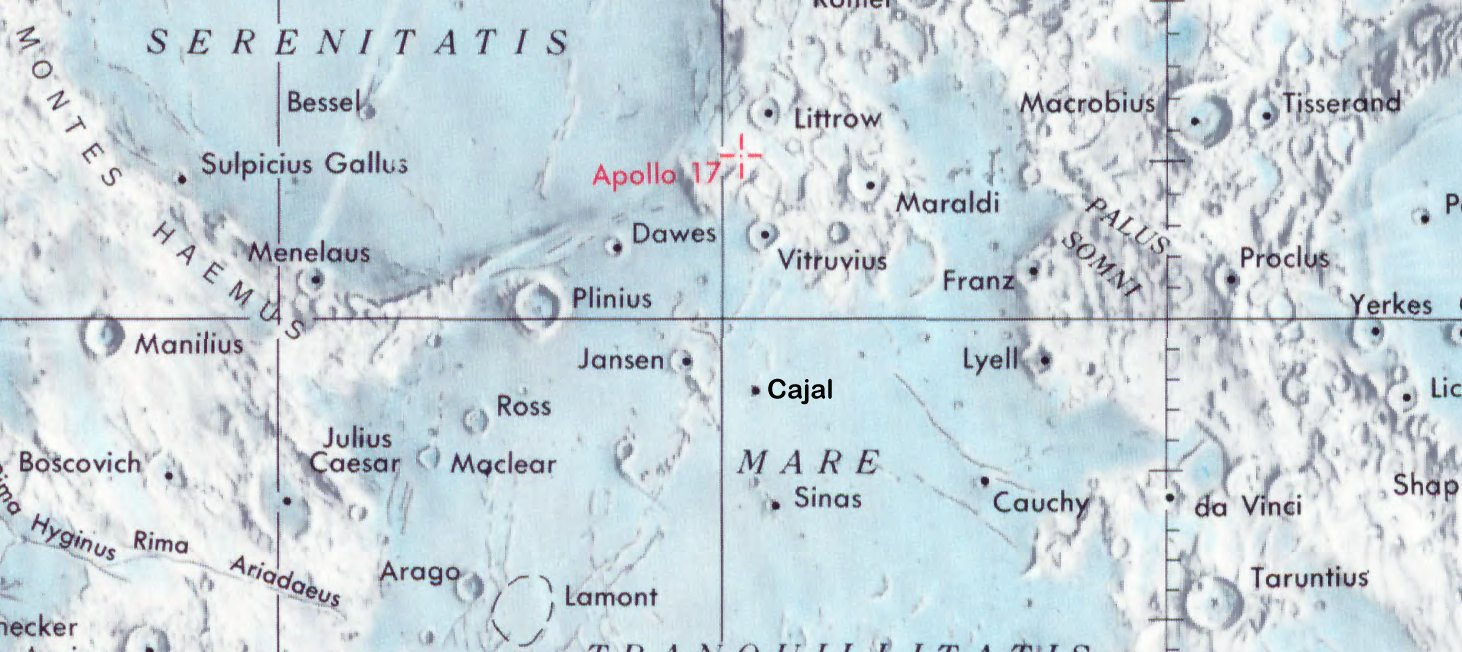
Localización de Cajal (centro de la imagen)

Es una formación circular, con forma de copa, que yace al sureste del cráter inundado de lava Jansen. Al noroeste se encuentra un conjunto de crestas arrugadas denominadas Dorsa Barlow.
Fue nombrado en memoria del doctor español y premio nobel Santiago Ramón y Cajal. 